# Свети Илия (Крушево)
Вижте пояснителната страница за други значения на Свети Илия.
„Свети Пророк Илия“ (на гръцки: Προφήτη Ηλία Αχλαδοχωρίου) е българска възрожденска православна църква в село Крушево (Ахладохори), Егейска Македония, Гърция, част от Валовищката епархия. Църквата е енорийски храм на селото и датира от 1870 година. Храмът е един от най-впечатляващите примери за църковна архитектура от XIX век в Сярско и е най-големият поствизантийски храм в региона. Построен е от българската община в селото. Осветена е на 14 септември от владиката Неофит Серски.

За църквата през 1916 година Антон Попстоилов пише: 
| „ | Българската църква „Св. пророк Илия“, строена в 1870 г., е монументално здание с мраморни стълбове и изцяло с дялани камъни. В Източна Македония тя е първата черква и никоя гръцка черква, градска или селска, не може да и съперничи. За жал, и над тоя български божествен храм е поставена дамга от гърците: отвън е измазан със синя и бяла боя и изрисуван византийският герб; славянските надписи на иконите са заменени с гръцки; живописта по стените ѝ на български светии заличена и пр. Намиращите се икони на св. Кирил и Методий с български надписи, последните са заличени и поставени по гръцки имена св. Иван и св. Яков. Отпреде на женското отделение в черквата са записани имената на всичките квартируващи гръцки войски с офицерите им от 17 пеши полк. | “ |

В архитектурно отношение представлява трикорабна куполна базилика с етаж и три петоъгълни конхи на изток. Външният изглед е разнообразен. Стените на трема са структурирани в последователни тройни арки с отстъп към колоните, които са оформени като пиластри с класически капители. След засечката на корниза следва покривът на храма и на купола, който е вълнообразен, а ръбовете на сградата се подчертават от пиластри. Западният вход над трегера е богато изписан.
В 1995 година храмът е обявен за защитен паметник на културата.